# Idé-nyt

idenyt er et dansk husstandsomdelt blad, der med sit oplag på 1.675.330 og et læsertal på 1.700.000 er landets største printmedie. Bladet udkommer 10 gange årligt til villaer og rækkehuse. Indholdet er hovedsageligt annoncer og tips til hus og have. 
idenyt blev grundlagt i 1978 af Kaj Dige Bach A/S. I 2004 blev Bonnier Responsmedier A/S medejer og siden 2009 har Bonnier ejet idenyt 100%. 